# Yigoga caroli
Yigoga caroli là một loài bướm đêm trong họ Noctuidae.